# Olympische Sommerspiele 1972/Teilnehmer (Madagaskar)
| Gelbes Symbol für Goldmedaillen mit stilisierten Olympischen Ringen | Graues Symbol für Silbermedaillen mit stilisierten Olympischen Ringen | Braundes Symbol für Bronzemedaillen mit stilisierten Olympischen Ringen |
| ------------------------------------------------------------------- | --------------------------------------------------------------------- | ----------------------------------------------------------------------- |
| —                                                                   | —                                                                     | —                                                                       |

Madagaskar nahm an den Olympischen Sommerspielen 1972 in München mit einer Delegation von elf Athleten (alles Männer) teil. Es war die dritte Teilnahme Madagaskars an Olympischen Sommerspielen. Zum Fahnenträger bei der Eröffnungsfeier wurde der Leichtathlet Jean-Aimé Randrianalijaona gewählt.

## Teilnehmer nach Sportarten

### Judo
| Athleten                      | Wettbewerb    | 1. Runde        | 1. Runde               | Achtelfinale   | Achtelfinale           | Viertelfinale | Viertelfinale | Hoffnungsrunde 1. Runde | Hoffnungsrunde 1. Runde | Halbfinale    | Halbfinale    | Hoffnungsrunde Finale | Hoffnungsrunde Finale | Finale        | Finale        | Rang |
| Athleten                      | Wettbewerb    | Gegner          | Ergebnis               | Gegner         | Ergebnis               | Gegner        | Ergebnis      | Gegner                  | Ergebnis                | Gegner        | Ergebnis      | Gegner                | Ergebnis              | Gegner        | Ergebnis      | Rang |
| ----------------------------- | ------------- | --------------- | ---------------------- | -------------- | ---------------------- | ------------- | ------------- | ----------------------- | ----------------------- | ------------- | ------------- | --------------------- | --------------------- | ------------- | ------------- | ---- |
| Männer                        |               |                 |                        |                |                        |               |               |                         |                         |               |               |                       |                       |               |               |      |
| Justin Andriamanantena        | Weltergewicht | Joze Skraba     | Sieg nach Punkten      | Dietmar Hötger | Niederlage durch Ippon |               |               | Reto Zinsli             | Niederlage durch Ippon  | ausgeschieden | ausgeschieden | ausgeschieden         | ausgeschieden         | ausgeschieden | ausgeschieden | 9    |
| Tommy Andrianatvoo            | Schwergewicht | Klaus Glahn     | Niederlage durch Ippon | ausgeschieden  | ausgeschieden          | ausgeschieden | ausgeschieden | ausgeschieden           | ausgeschieden           | ausgeschieden | ausgeschieden | ausgeschieden         | ausgeschieden         | ausgeschieden | ausgeschieden | 16   |
| Louis Rabetrano               | Leichtgewicht | Renato Repuyán  | Niederlage durch Ippon | ausgeschieden  | ausgeschieden          | ausgeschieden | ausgeschieden | ausgeschieden           | ausgeschieden           | ausgeschieden | ausgeschieden | ausgeschieden         | ausgeschieden         | ausgeschieden | ausgeschieden | 19   |
| Jean de Dieu Razafimahatratra | Mittelgewicht | Martin Poglajen | Niederlage durch Ippon | ausgeschieden  | ausgeschieden          | ausgeschieden | ausgeschieden | ausgeschieden           | ausgeschieden           | ausgeschieden | ausgeschieden | ausgeschieden         | ausgeschieden         | ausgeschieden | ausgeschieden | 19   |

### Leichtathletik
Laufen und Gehen 
| Athleten                                                                    | Wettbewerb   | Vorlauf  | Vorlauf | Viertelfinale | Viertelfinale | Halbfinale    | Halbfinale    | Finale        | Finale        | Rang |
| Athleten                                                                    | Wettbewerb   | Zeit     | Rang    | Zeit          | Rang          | Zeit          | Rang          | Zeit          | Rang          | Rang |
| --------------------------------------------------------------------------- | ------------ | -------- | ------- | ------------- | ------------- | ------------- | ------------- | ------------- | ------------- | ---- |
| Herren                                                                      |              |          |         |               |               |               |               |               |               |      |
| Frédérique Andrianaivo                                                      | 400 m        | 48,72    | 6       | ausgeschieden | ausgeschieden | ausgeschieden | ausgeschieden | ausgeschieden | ausgeschieden | -    |
| Jean-Aimé Randrianalijaona                                                  | 110 m Hürden | 52,75 s  | 8       | ausgeschieden | ausgeschieden | ausgeschieden | ausgeschieden | ausgeschieden | ausgeschieden | -    |
| Édouard Rasoanaivo                                                          | 800 m        | 1:50,8 m | 6       | ausgeschieden | ausgeschieden | ausgeschieden | ausgeschieden | ausgeschieden | ausgeschieden | -    |
| Édouard Rasoanaivo                                                          | 1500 m       | 3:48,5 m | 8       | ausgeschieden | ausgeschieden | ausgeschieden | ausgeschieden | ausgeschieden | ausgeschieden | -    |
| Jean-Louis Ravelomanantsoa                                                  | 100 m        | 10,29 s  | 2       | 10,47 s       | 1             | 10,46 s       | 6             | ausgeschieden | ausgeschieden | -    |
| Alfred Rabenja Henri Raaralahy André Ralainasolo Jean-Louis Ravelomanantsoa | 4 × 100 m    | 40,58    | 6       | ausgeschieden | ausgeschieden | ausgeschieden | ausgeschieden | ausgeschieden | ausgeschieden | -    |

## Weblink
- Olympiamannschaft Madagaskars 1972 in der Datenbank von Sports-Reference (englisch; archiviert vom Original)